# Louis Girod (1856-1922)
Pour les articles homonymes, voir Louis Girod.
Louis Girod est un homme politique français né le 19 janvier 1856 à Albertville (Savoie) et mort le 25 mai 1922 à Paris.

## Biographie
Docteur en droit, il est chef de cabinet du préfet du Vaucluse en 1880 et y fait exécuter les décrets contre les congrégations. Secrétaire général de la préfecture de l'Eure en 1885, sous-préfet de Bastia en 1888, chef adjoint de cabinet du ministre du Commerce en 1893, chef de service au ministère des Colonies puis directeur de cabinet du ministre des Colonies en 1895, il est gouverneur de l'Inde française jusqu'en 1898. Il est député de Seine-et-Marne de 1902 à 1906, siégeant au groupe de la Gauche radicale. Il est également maire de Nemours. Il  meurt le 25 mai 1922 à son domicile dans le 7e arrondissement de Paris

## Sources
- « Louis Girod (1856-1922) », dans le Dictionnaire des parlementaires français (1889-1940), sous la direction de Jean Jolly, PUF, 1960 [détail de l’édition]

1. ↑  WorldStatesmen : gouverneur d'Inde
2. ↑  Archives de Paris 7e, acte de décès no 927, année 1922 (page 1/21)